# Colossi

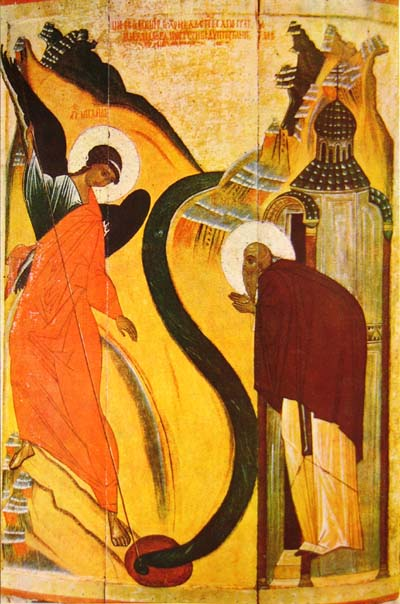
Il Miracolo di San Michele a Chonai, icona russa del XV secolo

Colossi (in greco antico: Κολοσσαί?) era un'antica città della Frigia, sulle rive del fiume Lico, un affluente del fiume Meandro. Era situata a meno di venti chilometri da Laodicea e presso la grande strada che conduceva da Efeso all'Eufrate. Nel sito, a nord della moderna città di Honaz in Turchia, non sono mai stati intrapresi scavi archeologici.

## Storia
Nel 396 a.C., durante la guerra tra Sparta e i Persiani, il satrapo Tissaferne fu attirato a Colossi da Arieo e successivamente consegnato a Tritauste, che per ordine di Artaserse II lo uccise. Plinio il Vecchio racconta che la lana di Colossi diede il suo nome (colossinus) al colore del ciclamino. Durante l'età ellenistica, la città ebbe qualche importanza come centro mercantile, sebbene nel I secolo a.C. Strabone la nomini come piccola città e prima del I secolo d.C. fosse già molto diminuita in dimensioni e importanza.
Non ci sono prove che san Paolo avesse visitato la città prima di scrivere la Lettera ai Colossesi, giacché dice a Filemone che spera di visitarla dopo la liberazione dal carcere (Filemone 1,22). Sembra che Epafra fosse il fondatore della Chiesa di Colossi (Colossesi 1,7; Colossesi 4,12).
Colossi fu sede vescovile, suffraganea di Laodicea nella Frigia Pacaziana. Oltre a Epafra, ci sono stati tramandati i nomi dei vescovi Epifanio nel 451 e Cosma nel 692.
La città decadde (forse per causa di un terremoto) e presso le sue rovine sorse la città bizantina di Chonai. Le fonti bizantine e la letteratura medievale che menzionano la località suggeriscono il cambio di denominazione per una parte o per tutta Colossi in favore di Cona o Cone (Chonae). La città diede i natali agli scrittori bizantini Niceta Coniata e Michele Coniata.